# Brzezinka (dopływ Konopki)
Brzezinka – struga, prawy dopływ Konopki o długości 6,36 km. 
Źródło strugi znajduje się na łąkach znajdujących się na południowy wschód od wsi Brzeziny-Kolonia. Do Częstochowy wpływa w okolicy ulic Żyznej i Staszica. Następnie płynie przez dzielnice Brzeziny Wielkie, Brzeziny Małe oraz Bór Wypalanki. Struga jest zasilana licznymi rowami odwadniającymi, spływającymi z Łąk Błeszeńskich.